# Terra nostra
Terra nostra è una telenovela brasiliana scritta da Benedito Ruy Barbosa.
Oltre ad essere una classica telenovela che narra di una storia d'amore travagliata, racconta la situazione degli emigrati italiani a fine Ottocento e le loro speranze di condurre una vita migliore di quella che un'Italia neonata aveva loro riservato.
Terra nostra è prodotta da TV Globo ed è stata trasmessa in Italia in prima visione su Rete 4 dal settembre 2000 al marzo 2001.

## Trama
La storia inizia nel 1888, periodo in cui il Regno d'Italia era funestato da profonde disuguaglianze sociali.
Nel Paese, la povertà dilagava e molti abitanti dovettero emigrare per cercare fortuna. Ed è proprio su una nave di emigranti diretta in Brasile che comincia la vicenda.
Sulla nave Andrea I si intrecciano varie storie di italiani che partono con la speranza di una vita migliore. Tra di loro la bellissima Giuliana Splendore (Ana Paula Arósio, modella e attrice brasiliana di origini brianzole), una ragazza abruzzese che parte assieme ai genitori, Giulio e Donna Anna. La ragazza incontra un ragazzo siciliano Matteo Battistella (Thiago Lacerda), e tra i due nasce la passione.
L'amore diventerà ancora più forte quando la nave sarà colpita da un'epidemia di peste che contagerà anche i genitori di Giuliana. Morti, saranno gettati in mare come tutte le altre vittime. Giuliana rimane quindi incinta di Matteo ma non se accorge subito.
Dopo una lunga traversata, la nave giunge al porto di Santos e tra la folla i due innamorati si perdono e nonostante si chiamino e si cerchino, non riescono più a ritrovarsi. È qui che comincia l'odissea di "Terra nostra".
Giuliana è accolta a San Paolo dal noto banchiere Francesco Magliano (Raul Cortez), un grande amico di suo padre: l'uomo la tratta come una figlia. La ragazza conoscerà così la perfida Jeanette (Ângela Vieira) e il dolce Massimiliano, rispettivamente moglie e figlio di Francesco Magliano, farà poi amicizia con la saggia Mariana, governante di casa e verrà un po' disprezzata da Luisa e Antonia, rispettivamente domestica e cuoca della casa.
Matteo, invece, viene reclutato nella fazenda (piantagione) di proprietà di Gumercindo Telles de Aranha (Antônio Fagundes) e della sua famiglia, formata da donna Maria De Socorro, sua moglie, e dalle due figlie: la dolce, remissiva e responsabile Angelica (Paloma Duarte) e la ribelle e passionale Rosana (Carolina Kasting). I coniugi avranno poi il tanto sospirato figlio maschio, Gumercindo II, nonostante l'età avanzata di Maria.
Giuliana si accorge di essere rimasta incinta di Matteo e convince il padrone di casa Francesco Magliano a cercarlo. Costui si reca nella fazenda di Gumercindo il quale, mentendo per non perdere un ottimo lavoratore delle sue piantagioni, gli fa credere che questi si sia rifugiato in Argentina. A seguito di questa notizia Giuliana si avvicina al sensibile Massimiliano che, perdutamente innamorato di lei, ha definitivamente abbandonato la precedente vita dissoluta che conduceva fatta di donne dai facili costumi ed ubriacature notturne con gli amici. Quando quest'ultimo le chiederà di sposarla dicendole che riconoscerà e tratterà il bambino come se fosse suo figlio, Giuliana, per non deludere la famiglia che l'ha accolta e trattata amorevolmente, sebbene ancora innamorata di Matteo, accetta la proposta.
Matteo, dal canto suo, diventa l'oggetto del desiderio della possessiva Rosana. Lui cercherà di respingerla in ogni modo, cercherà pure di fuggire dalla fazenda ma Antenor, l'ex cacciatore di schiavi a servizio di Gumercindo, lo riporta indietro. La ragazza inventerà una serie di bugie pur di farsi sposare. Alla fine riuscirà nell'intento confessando a suo padre che Matteo l'ha disonorata. Ma la bugia viene presto scoperta, Gumercindo va su tutte le furie, ma il matrimonio ormai è celebrato.
Nel frattempo Giuliana dopo il matrimonio dà alla luce il bambino, mentre suo marito Massimiliano ed il suocero Francesco sono in viaggio d'affari, ma la perfida Jeanette, approfittando della perdita di sensi di Giuliana, ordina alla povera Mariana che dapprima si oppone ma costretta deve accettare suo malgrado, di portare il bambino in un orfanotrofio e le due fanno credere alla madre che il piccolo è nato morto. Il bambino viene lasciato nella ruota di un convento di suore. Queste lo faranno immediatamente adottare da una coppia di spagnoli. Giuliana cade in depressione e solo grazie all'affetto di Massimiliano riuscirà a riprendersi.
Angelica, l'altra figlia di Gumercindo, invece, vuole farsi suora ma alla fine, convinta dalla madre e da padre Olavo, il sacerdote della parrocchia, cede e sposa il Dottor Augusto, avvocato, amico di studi di Massimiliano. Augusto, che è figlio di un ricco fazendero, Ayrton Neves Marcondes amico di Gumercindo, ha, però, una segreta relazione con un'italiana di origini siciliane, la sensuale Paola. Questa relazione con l'italiana, nonostante il matrimonio, assume toni grotteschi. Per poter frequentare con continuità Paola, Augusto le acquista una casa a San Paolo, a poca distanza da quella dove vive con la moglie Angelica e suo padre è costretto a cedere un terzo della sua fazenda ai genitori di Paola, l'irascibile Anastasio e l'opportunista Ines, per lavare l'onta del disonore. Ayrton, padre di Augusto, inoltre, viene accidentalmente ferito alla testa da una pietra durante una sommossa popolare a San Paolo e perde momentaneamente la memoria e durante un colloquio con Gumercindo si confonde e svela il tradimento del figlio. Gumercindo si reca di corsa in visita alla figlia in città, s'insospettisce dei continui ritardi del genero e seguitolo di nascosto scopre la segreta relazione di costui con l'italiana e lo minaccia di far scoppiare uno scandalo se non metterà fine al più presto alla tresca. Augusto, invece, una volta partito il suocero, continuerà a frequentare l'italiana. Ma il destino è in agguato. Paola ed Angelica casualmente si conosceranno e diventeranno buone amiche. Paola insegnerà ad Angelica come fare la pasta al sugo, di cui Augusto è golosissimo. Un giorno Augusto si reca a casa di Paola ma qui vi troverà anche sua moglie e la relazione verrà alla luce. Augusto si pente, anche perché Paola lo caccia, ed Angelica lo perdona.
Anche Gumercindo, anni prima, aveva tradito sua moglie Maria con Annaclara (detta Nanà), una negra della fazenda che era schiava e da questa unione nacque un figlio, Josè Alçeou, cugino di Cesìu. Quest'ultimo, che lavora all'emporio della fazenda, sostiene di essere il figlio di Gumercindo (in realtà suo padre è Damian, il cocchiere di Francesco Magliano). Nanà, una volta liberati gli schiavi, fugge, sebbene sia incinta di Gumercindo e nonostante prometta alla moglie di lui di consegnarle il figlio non lo farà mai.
Matteo, venuto a sapere che Giuliana si è sposata con Massimiliano, si rassegna a vivere con Rosana anche se il rapporto tra i due è burrascoso. Gumercindo lo tratta come un figlio e lo mette a capo degli italiani che lavorano alla fazenda e non si oppone quando costui gli chiede di cacciare Antenor dopo che i due sono venuti alle mani. Antenor, per vendicarsi dell'italiano, si reca a San Paolo in cerca di Giuliana. Nel frattempo costei scopre dal cocchiere Damian che suo figlio non era morto ma che era stato lasciato nella sacra ruota del convento. Con l'aiuto del marito Massimiliano e del suocero Francesco cercherà in tutti i modi di riaverlo ma le suore non rivelano loro il nome della coppia di spagnoli che l'hanno adottato. Giuliana, pazza di dolore, si scaglia come una furia su madame Janette, dalla quale viene separata solo dal marito e poi fugge dalla casa dei Magliano. Grazie al cocchiere Damian fa perdere le sue tracce e si rifugia a casa di Nanà, sorella di lui. Qui comincia a lavorare come lavandaia nella squallida periferia di San Paolo. Antenor, però, convince Damian, dopo avergli riportato il figlio Cesìu che credeva disperso, a portarlo da Nanà, della quale è innamorato e qui scopre il nascondiglio di Giuliana. Si reca, quindi, di corsa alla fazenda dove rivelerà a Matteo dove trovare Giuliana e gli racconta dell'abbandono di suo figlio. Costui convince il suocero a portarlo a San Paolo in viaggio d'affari e qui andrà subito a trovare Giuliana. I due scoprono d'amarsi ancora e Matteo, una volta tornato alla fazenda, rivela al suocero il suo incontro con Giuliana e gli narra la vicenda del figlio. Gumercindo torna a San Paolo, minaccia i Magliano di portarli in tribunale se non ritrovano il figlio di Giuliana e Matteo e decide di portare Giuliana alla fazenda nonostante l'opposizione della figlia Rosana. La vita di Giuliana alla fazenda, però, è molto frustrante; vive nella stessa casa di Matteo aiutando la governante Leonora, moglie di Bartolomeo Migliavacca, un italiano molto amico di Matteo che sogna di produrre vino in Brasile, nelle faccende di casa ma non può frequentare Matteo e viene costantemente punzecchiata dalla moglie di lui, Rosana.
Massimiliano, nel frattempo, disperato per la fuga di Giuliana, riprende ad ubriacarsi spesso, dormendo durante il giorno. Suo padre cerca in tutti i modi il figlio di Giuliana ma senza successo finché le suore del convento lo mandano a chiamare dicendo che c'è un bambino che è stato abbandonato che ha gli stessi mesi del figlio di Giuliana. Proprio in quel mentre Giuliana si presenta a casa dei Magliano, assieme a Gumercindo, per denunciarli e portarli in tribunale, ma le viene fatto credere che quel bambino, che verrà chiamato Franceschino, è il suo e così torna a vivere col marito Massimiliano. Madame Janette, di contro, se ne va di casa e poi partirà da sola per un lungo viaggio in Europa.
Gumercindo torna alla fazenda e riferisce a Matteo che Giuliana ha accettato quel figlio come suo e che è tornata fra le braccia del marito. Matteo, allora, decide di dimenticare Giuliana e assieme a Rosana avrà un figlio, Mario. Anche Giuliana avrà una figlia con Massimiliano, Annina. Le cose paiono sistemate anche perché Matteo si dedica anima e corpo alla fazenda del suocero e Giuliana, dopo l'addio di Madame Janette è ora la nuova padrona di casa Magliano.
Nel frattempo le condizioni di salute di Ayrton, padre di Augusto, peggiorano; perde definitivamente la memoria e viene rinchiuso in un ospizio dove, dopo poco tempo, morirà. Augusto si ritrova così a capo della fazenda, che molti anni prima suo padre aveva acquistato dai Magliano, ma non avendo esperienza di come si coltiva il caffè chiederà aiuto al suocero Gumercindo. Il fatto avviene proprio quando il prezzo del caffè crolla a causa della sovraproduzione.
Matteo viene a conoscenza da Antenor che il bambino che Giuliana sta crescendo come suo, scopre non essere suo figlio ma un piccolo orfano che il signor Francesco Magliano e Massimiliano hanno preso al convento per far rimanere la ignara Giuliana con Massimiliano(cosa che ella farà poi per gratitudine), fugge dalla casa di Gumercindo abbandonando Rosana e suo figlio Mario per raggiungere la sua Giuliana e raccontarle tutto.
Matteo riesce a trovare la casa dei Magliano Giuliana venuta a sapere la vera provenienza del piccolo Franceschino(nonostante abbia senso di colpa nel abbandonare quello che ha creduto suo figlio per un anno intero) segue Matteo anche se incinta dell'ancora marito Massimiliano.
Giuliana alla fine si rifugia con Matteo in una pensioncina che si chiama Salamanca, gestita dall'arzilla Donna Dolores. Per un po' riescono a far perdere le loro tracce ma poi verranno scoperti.
Matteo inizia a lavorare con Amedeo, un italiano conosciuto durante la traversata in nave e che per un periodo aveva lavorato alla fazenda di Gumercindo; insieme diventano soci del signor Magliano e si dedicano alla costruzione di case.
Amedeo si innamora della figlia di Donna Dolores, Hortencia, che il marito Hernandez odia, perché geloso di Juanito, il figlio che hanno adottato. Juanito, in realtà, è il figlio di Giuliana e Matteo, abbandonato da Mariana nell'orfanotrofio.
Francesco intanto si innamora di Paola, l'italiana che aveva ammaliato Augusto ma che poi lo aveva messo alla porta. I due vanno a vivere insieme e poi avranno una figlia, Aurora. Francesco, inoltre, realizzerà il sogno di Paola: metterà su un pastificio dove lei sarà la proprietaria e socia di Francesco, presso il quale lavorerà poi, anche Giuliana.
Madame Jeanette imbufalita per il tradimento convince Massimiliano a riprendersi la figlia che ha avuto con Giuliana, ma dopo un po', impietositosi, gliela restituisce. Jeanette caccia Damian che nel frattempo aveva ritrovato suo figlio Cesìu. Costui è ritenuto responsabile del fallimento del matrimonio tra Giuliana e Massimiliano poiché aveva confessato a lei che il suo primo figlio non era morto ma era stato abbandonato alla sacra ruota dell'orfanotrofio.
Matteo e Giuliana che si trovano alla pensione di Donna Dolores, dove Giuliana lavora come aiutante, scoprono che Juanito è in realtà il loro figlio che Madame Jeanette aveva sottratto per abbandonarlo all'orfanotrofio.
Per averlo, Giuliana ha l'aiuto di Massimiliano che ingaggia un avvocato.
Hortencia rimane vedova di Hernandez, trovato morto nel suo letto con l'amante; il colpevole si dice sia il Signor Januario marito dell'amante; alla fine si scoprirà che il colpevole è Amedeo, che ha però reagito per legittima difesa.
Giuliana ottiene Juanito e stipula un accordo con Hortencia, il bambino avrà due madri, grazie anche alla testimonianza di Mariana che dà la colpa di tutto a Madame Jeanette. Per questo viene licenziata ma portando con sé Franceschino, il bambino che Francesco Magliano aveva adottato per far credere a Giuliana che quello fosse suo figlio.
Intanto Madame Jeanette e Massimiliano vanno a casa di Gumercindo e lì Rosana e Massimiliano si innamorano. Massimiliano chiede ed ottiene il permesso dal signor Gumercindo di iniziare una vita insieme a sua figlia, anche se non possono sposarsi.
La storia non termina qui, Rosana va a vivere a casa di Madame Jeanette ma la sua unione con Massimiliano dura poco e la storia sprofonda nel drammatico: Matteo che poteva andare a trovare suo figlio nella casa di San Paolo di Gumercindo un giorno, spinto dalla rabbia bacia Rosana. Massimiliano viene a saperlo e caccia Rosana riportandola dal padre.
Giuliana, venutolo a sapere anche lei, litiga con Matteo e minaccia di lasciarlo.
Intanto inizia una grave crisi economica che colpisce l'intero Brasile e Gumercindo che è socio bancario di Francesco Magliano è in difficoltà poiché non riesce a vendere il caffè il cui prezzo è crollato. Lo stesso Magliano, fondatore della Banca Italo-Brasiliana è costretto a chiudere per qualche tempo la banca perché è sull'orlo del fallimento.
Juanito ammalato di difterite muore. Giuliana e Matteo sostenendosi a vicenda supereranno il momento di crisi. Matteo, abbandona la società con Amedeo e va a lavorare come operaio in un mulino. Ma a causa del suo carattere orgoglioso perde anche questo lavoro e si avvicina così alle idee degli anarchici, cosa che gli creerà non pochi grattacapi.
Madame Jeanette si innamora di Josuè Monteiro Albes, il suo elegante cocchiere e alla fine si trasferisce con lui nella casa che Massimiliano fece preparare per lui e Giuliana.
Il prezzo del caffè rimane sempre basso e Gumercindo, viene salvato economicamente da Augusto, che nel frattempo è divenuto deputato dello stato di San Paolo; questi infatti per riconoscenza nei confronti di suo suocero decide di vendere le fazenda ereditate da suo padre e consegnargli il denaro. Gumercindo può così comprare il caffè agli italiani che avevano fatto un contratto di mezzadria con la figlia Angelica, la quale aveva per un certo periodo amministrato entrambe le fazende.
Massimiliano per dimenticare Giuliana che aveva vanamente cercato di riconquistare, accetta l'invito di suo padre di andare a Manaus in Amazzonia per raccogliere notizie sulle coltivazioni di caucciù ma una volta giunto a destinazione non da più sue notizie.
Francesco va a vivere nel frattempo di nuovo a Palazzo Magliano assieme ai suoceri e a Paola. Assume nuovamente Cesìu, Josè Alçeou, Damian e Nanà mentre Antenor suo marito, ex cacciatore di schiavi, che pure vive con lei, va a servire Madame Jeanette e Josuè che Luisa aveva scoperto essere Josuè Medeiros II.
Madame Jeanette scopre che tanti anni prima suo padre aveva vinto al gioco la fazenda del padre di Josuè Medeiros, e che quest'ultimo si era suicidato dopo aver scoperto che le carte erano truccate. Per vendicarsi Josuè II decide di farla innamorare per truffarla. Alla fine però i due si chiariscono e Madame Jeanette capisce che i sentimenti di Josuè sono sinceri.
Francesco Magliano è sempre più in ansia per la sorte del figlio ma inaspettatamente, una notte, Massimiliano ritorna. È decisamente cambiato e non pensa più a Giuliana. Difatti riconquista Rosana, i due dimenticano i rispettivi consorti, vanno a vivere nella casa che un tempo apparteneva a Paola e, dopo qualche tempo, aspettano un figlio loro. Questo nonostante la disapprovazione di Gumercindo che finisce per ripudiare Rosana e consegnare suo figlio Mario a Matteo.
Ma il destino è in agguato; Josè Alçeou scopre casualmente che Gumercindo è il suo vero padre e comincia a frequentarlo. Fugge da casa Magliano e si reca alla fazenda e qui, assieme a Cesìu che era stato inviato per riportarlo indietro, svela a Gumercindo di essere figlio suo. Gumercindo lo riconosce come figlio e lo manda in un collegio per continuare gli studi. Tornato a San Paolo, inoltre, riabbraccia come figlia Rosana e benedice la sua relazione con Massimiliano.
Contemporaneamente Giuliana, esasperata dal fatto che Matteo non trova lavoro, anche perché si professa ormai un anarchico, decide di lasciarlo e riporta Mario da Rosana, ma sarà proprio costei a farla desistere e a convincerla a tornare da lui. Matteo, pur di non perderla, rinnega il suo essere anarchico e accetta la proposta di Amedeo di riprendere a lavorare con lui. Nel frattempo Rosana rimane incinta di Massimiliano e darà alla luce un figlio maschio.
Passano un paio di anni e Giuliana e Matteo, che nel frattempo hanno avuto un figlio, sono costretti a lasciare in fretta e furia la pensione Salamanca perché Matteo è ricercato dalla polizia che vuole rimpatriarlo in Italia in quanto anarchico. Alla fine, grazie all'aiuto del signor Magliano, riescono a rimanere. Il Signor Francesco ha infatti intestato a Matteo e Massimiliano (e aggiunto come aiutante il padre di Paola, Anastasio) una fazenda che gestiranno insieme.
Madame Jeanette e Josuè, su consiglio del signor Francesco, apriranno una elegante boutique, in cui venderanno articoli per signora. Si scopre alla fine che perdono il figlio che Jeanette aspettavano durante il parto.
Al contrario Francesco Magliano e Paola avranno un secondo figlio.
Augusto rinuncia a candidarsi a governatore dello stato di San Paolo, ma riuscirà ugualmente a farsi eleggere senatore.
Nella versione originale trasmessa in Brasile, ma tagliata in quella italiana, nell'ultima puntata Giuliana scopre che il suo primo figlio Juanito non era morto di difterite all'ospedale, ma era sopravvissuto e curato ed allevato dalle suore del convento e da Mariana presso l'orfanotrofio dove lavora. Giuliana può così riabbracciare il figlio che credeva perduto.

## Diffusione
Questa telenovela brasiliana ha realizzato nel paese d'origine oltre il 70% di share con 35 milioni di telespettatori nazionali e 200 milioni di telespettatori mondiali.
È stata trasmessa in Argentina, Australia, Cile, Canada, Stati Uniti d'America, Romania, Ungheria, Russia, Grecia, Tahiti, Croazia, Perù, Ecuador, Portogallo e Spagna.
In Italia, trasmessa da Rete 4 in fascia preserale, è partita con un 5% di share arrivando a raggiungere una media di 2.700.000 telespettatori ed uno share del 10,50%, e sfiorando il 13,40%. L'ufficio stampa e tutta la promozione in Italia sono stati affidati ad Andrea David Quinzi e, il 28 febbraio 2001, la serie ha toccato il suo record di ascolti con 3.823.000 telespettatori e il 13,40% di share. L'ultima puntata, trasmessa il venerdì 30 marzo 2001, è stata seguita da 3.324.000 telespettatori con il 12,18% di share
.
A partire dal 2008 è stata riproposta due volte consecutivamente da Rai 3. 
Nella primavera-estate 2012 è stata riproposta su Rai Premium, mentre nell'Agosto 2013 torna in onda su Rai 3 alle ore 13.10.per poi passare alla fascia oraria pomeridiana delle 15.10.
Nell'estate-inverno 2014-2015 è stata di nuovo trasmessa su Rai Premium, canale 25 del digitale terrestre, alle ore 13.10 in replica alla puntata delle 19.10 della Sera prima.
Nell'autunno- inverno del 2016 viene trasmetto su TV2000 canale 28 del digitale terrestre, dalle 13.10 circa alle 15.00.
L'11 maggio 2000 il Presidente della Repubblica italiana Carlo Azeglio Ciampi, durante una visita in Brasile ha visitato il set della telenovela presso gli studi di Rede Globo, a Rio de Janeiro

## Doppiaggio italiano
L'edizione italiana è curata da Ludovica Bonanome per Mediaset. Il doppiaggio è stato eseguito a Torino dalla Videodelta. Quando la serie è passata dalla Mediaset alla RAI, nei titoli di coda il credito relativo alla responsabile dell'edizione italiana non viene più scritto, limitandosi a riportare la società di doppiaggio.

## Seguito
È stato creato e trasmesso un seguito, Terra nostra 2 - La speranza, scritto sempre da Benedito Ruy Barbosa e ambientato negli anni '30, trasmesso in Italia dal 27 settembre 2002.

## Colonna sonora
- Tormento d'Amore - Agnaldo Rayol ft. Charlotte Church